# Tereza Jakschová
Tereza Jakschová (1 de septiembre de 1995) es una atleta paralímpica checa que compite en competiciones internacionales de atletismo. Nació sin el antebrazo izquierdo. Es dos veces medallista europea en eventos de velocidad. También participó en los Juegos Paralímpicos de Verano de 2020, donde no obtuvo medalla.

## Biografía.
Nació sin el antebrazo izquierdo. Es dos veces medallista europea en eventos de velocidad. También participó en los Juegos Paralímpicos de Verano de 2020, donde no obtuvo medalla. Decidió dedicarse al atletismo en la escuela secundaria, a pesar de que su profesor de gimnasia le propuso que debería probar el atletismo en la escuela primaria.  Los mayores logros de Tereza Jakschová son la medalla de plata en los 100 m y el bronce en los 200 m en el Campeonato Europeo para Atletas con Discapacidaden Berlín el año 2018. Sus logros más recientes incluyen medallas de plata y bronce en los 100 y 200 metros en la serie Grand Prix de Paraatletísmo en Dubái. En cuanto a la clasificación de paraatletísmo, Tereza Jakschová compite en la categoría T47. Los atletas con una discapacidad de la mano por debajo del codo entran en esta categoría.
La mejor actuación en su pista favorita de 100 m es de 12.74 segundos en el Campeonato de Praga masculino y femenino. 
Jakschová está incluida en el equipo paralímpico checo. En 2016, se perdió la oportunidad de participar en los Juegos Paralímpicos de Río debido al número limitado de participantes. En el Campeonato Mundial de 2019 en Dubái, pudo clasificarse para los Juegos Paralímpicos de Verano al terminar 4ª .

## Palmarés

#### Representando aRepública Checa
| {{Medalla\|plata\|S°}} | 2018 Berlín | 100m T47 |
| {{Medalla\|Bronce\|B}} | 2018 Berlín | 200m T47 |